# Матч за звание чемпиона мира по шахматам 1951
Матч на первенство мира по шахматам между чемпионом мира 39-летним  Михаилом Ботвинником и победителем соревнования претендентов 27-летним Давидом Бронштейном проходил с 15 марта по 11 мая 1951 года в Москве.
Это был первый матч, проведённый по новой, утверждённой ФИДЕ системе розыгрыша первенства мира. Чемпион определился в матч-турнире 1948, и каждые три года он должен был отстаивать свой титул в матче против победителя турнира претендентов, а в случае поражения имел право на матч-реванш. С 1948 по 1969 годы чемпионами и претендентами были только шахматисты СССР.
Регламент матча: 24 партии на большинство, при счёте 12:12 чемпион сохраняет звание.
Матч завершился вничью (+5−5=14), и Ботвинник остался чемпионом мира.
Бронштейн же оказался единственным из тех, кто играл в матчах на первенство мира с Ботвинником, но не смог стать чемпионом мира. Василию Смыслову, Михаилу Талю, Тиграну Петросяну это удалось.
Особенностью матча стало, что чёрные одержали больше побед, чем белые (4:6).

## Таблица матча
|                  | 1 | 2 | 3 | 4 | 5 | 6 | 7 | 8 | 9 | 10 | 11 | 12 | 13 | 14 | 15 | 16 | 17 | 18 | 19 | 20 | 21 | 22 | 23 | 24 | Очки |
| ---------------- | - | - | - | - | - | - | - | - | - | -- | -- | -- | -- | -- | -- | -- | -- | -- | -- | -- | -- | -- | -- | -- | ---- |
| Михаил Ботвинник | ½ | ½ | ½ | ½ | 0 | 1 | 1 | ½ | ½ | ½  | 0  | 1  | ½  | ½  | ½  | ½  | 0  | ½  | 1  | ½  | 0  | 0  | 1  | ½  | 12   |
| Давид Бронштейн  | ½ | ½ | ½ | ½ | 1 | 0 | 0 | ½ | ½ | ½  | 1  | 0  | ½  | ½  | ½  | ½  | 1  | ½  | 0  | ½  | 1  | 1  | 0  | ½  | 12   |

## Примечательные партии

### Ботвинник — Бронштейн
|   | a | b | c | d | e | f | g | h |   |
| - | --- | --- | --- | --- | --- | --- | --- | --- | - |
| 8 | g8 чёрный король · b7 чёрная пешка · h7 чёрная пешка · a6 чёрный конь · b6 чёрная пешка · e6 чёрная пешка · f6 чёрная пешка · g6 чёрная пешка · a5 чёрный конь · d5 чёрная пешка · a4 белая пешка · d4 белая пешка · g4 белая пешка · a3 чёрный слон · b3 белая пешка · e3 белая пешка · f3 белая пешка · g3 белый слон · h2 белая пешка · c1 белый конь · d1 белый король · f1 белый слон | g8 чёрный король · b7 чёрная пешка · h7 чёрная пешка · a6 чёрный конь · b6 чёрная пешка · e6 чёрная пешка · f6 чёрная пешка · g6 чёрная пешка · a5 чёрный конь · d5 чёрная пешка · a4 белая пешка · d4 белая пешка · g4 белая пешка · a3 чёрный слон · b3 белая пешка · e3 белая пешка · f3 белая пешка · g3 белый слон · h2 белая пешка · c1 белый конь · d1 белый король · f1 белый слон | g8 чёрный король · b7 чёрная пешка · h7 чёрная пешка · a6 чёрный конь · b6 чёрная пешка · e6 чёрная пешка · f6 чёрная пешка · g6 чёрная пешка · a5 чёрный конь · d5 чёрная пешка · a4 белая пешка · d4 белая пешка · g4 белая пешка · a3 чёрный слон · b3 белая пешка · e3 белая пешка · f3 белая пешка · g3 белый слон · h2 белая пешка · c1 белый конь · d1 белый король · f1 белый слон | g8 чёрный король · b7 чёрная пешка · h7 чёрная пешка · a6 чёрный конь · b6 чёрная пешка · e6 чёрная пешка · f6 чёрная пешка · g6 чёрная пешка · a5 чёрный конь · d5 чёрная пешка · a4 белая пешка · d4 белая пешка · g4 белая пешка · a3 чёрный слон · b3 белая пешка · e3 белая пешка · f3 белая пешка · g3 белый слон · h2 белая пешка · c1 белый конь · d1 белый король · f1 белый слон | g8 чёрный король · b7 чёрная пешка · h7 чёрная пешка · a6 чёрный конь · b6 чёрная пешка · e6 чёрная пешка · f6 чёрная пешка · g6 чёрная пешка · a5 чёрный конь · d5 чёрная пешка · a4 белая пешка · d4 белая пешка · g4 белая пешка · a3 чёрный слон · b3 белая пешка · e3 белая пешка · f3 белая пешка · g3 белый слон · h2 белая пешка · c1 белый конь · d1 белый король · f1 белый слон | g8 чёрный король · b7 чёрная пешка · h7 чёрная пешка · a6 чёрный конь · b6 чёрная пешка · e6 чёрная пешка · f6 чёрная пешка · g6 чёрная пешка · a5 чёрный конь · d5 чёрная пешка · a4 белая пешка · d4 белая пешка · g4 белая пешка · a3 чёрный слон · b3 белая пешка · e3 белая пешка · f3 белая пешка · g3 белый слон · h2 белая пешка · c1 белый конь · d1 белый король · f1 белый слон | g8 чёрный король · b7 чёрная пешка · h7 чёрная пешка · a6 чёрный конь · b6 чёрная пешка · e6 чёрная пешка · f6 чёрная пешка · g6 чёрная пешка · a5 чёрный конь · d5 чёрная пешка · a4 белая пешка · d4 белая пешка · g4 белая пешка · a3 чёрный слон · b3 белая пешка · e3 белая пешка · f3 белая пешка · g3 белый слон · h2 белая пешка · c1 белый конь · d1 белый король · f1 белый слон | g8 чёрный король · b7 чёрная пешка · h7 чёрная пешка · a6 чёрный конь · b6 чёрная пешка · e6 чёрная пешка · f6 чёрная пешка · g6 чёрная пешка · a5 чёрный конь · d5 чёрная пешка · a4 белая пешка · d4 белая пешка · g4 белая пешка · a3 чёрный слон · b3 белая пешка · e3 белая пешка · f3 белая пешка · g3 белый слон · h2 белая пешка · c1 белый конь · d1 белый король · f1 белый слон | 8 |
| 7 | g8 чёрный король · b7 чёрная пешка · h7 чёрная пешка · a6 чёрный конь · b6 чёрная пешка · e6 чёрная пешка · f6 чёрная пешка · g6 чёрная пешка · a5 чёрный конь · d5 чёрная пешка · a4 белая пешка · d4 белая пешка · g4 белая пешка · a3 чёрный слон · b3 белая пешка · e3 белая пешка · f3 белая пешка · g3 белый слон · h2 белая пешка · c1 белый конь · d1 белый король · f1 белый слон | g8 чёрный король · b7 чёрная пешка · h7 чёрная пешка · a6 чёрный конь · b6 чёрная пешка · e6 чёрная пешка · f6 чёрная пешка · g6 чёрная пешка · a5 чёрный конь · d5 чёрная пешка · a4 белая пешка · d4 белая пешка · g4 белая пешка · a3 чёрный слон · b3 белая пешка · e3 белая пешка · f3 белая пешка · g3 белый слон · h2 белая пешка · c1 белый конь · d1 белый король · f1 белый слон | g8 чёрный король · b7 чёрная пешка · h7 чёрная пешка · a6 чёрный конь · b6 чёрная пешка · e6 чёрная пешка · f6 чёрная пешка · g6 чёрная пешка · a5 чёрный конь · d5 чёрная пешка · a4 белая пешка · d4 белая пешка · g4 белая пешка · a3 чёрный слон · b3 белая пешка · e3 белая пешка · f3 белая пешка · g3 белый слон · h2 белая пешка · c1 белый конь · d1 белый король · f1 белый слон | g8 чёрный король · b7 чёрная пешка · h7 чёрная пешка · a6 чёрный конь · b6 чёрная пешка · e6 чёрная пешка · f6 чёрная пешка · g6 чёрная пешка · a5 чёрный конь · d5 чёрная пешка · a4 белая пешка · d4 белая пешка · g4 белая пешка · a3 чёрный слон · b3 белая пешка · e3 белая пешка · f3 белая пешка · g3 белый слон · h2 белая пешка · c1 белый конь · d1 белый король · f1 белый слон | g8 чёрный король · b7 чёрная пешка · h7 чёрная пешка · a6 чёрный конь · b6 чёрная пешка · e6 чёрная пешка · f6 чёрная пешка · g6 чёрная пешка · a5 чёрный конь · d5 чёрная пешка · a4 белая пешка · d4 белая пешка · g4 белая пешка · a3 чёрный слон · b3 белая пешка · e3 белая пешка · f3 белая пешка · g3 белый слон · h2 белая пешка · c1 белый конь · d1 белый король · f1 белый слон | g8 чёрный король · b7 чёрная пешка · h7 чёрная пешка · a6 чёрный конь · b6 чёрная пешка · e6 чёрная пешка · f6 чёрная пешка · g6 чёрная пешка · a5 чёрный конь · d5 чёрная пешка · a4 белая пешка · d4 белая пешка · g4 белая пешка · a3 чёрный слон · b3 белая пешка · e3 белая пешка · f3 белая пешка · g3 белый слон · h2 белая пешка · c1 белый конь · d1 белый король · f1 белый слон | g8 чёрный король · b7 чёрная пешка · h7 чёрная пешка · a6 чёрный конь · b6 чёрная пешка · e6 чёрная пешка · f6 чёрная пешка · g6 чёрная пешка · a5 чёрный конь · d5 чёрная пешка · a4 белая пешка · d4 белая пешка · g4 белая пешка · a3 чёрный слон · b3 белая пешка · e3 белая пешка · f3 белая пешка · g3 белый слон · h2 белая пешка · c1 белый конь · d1 белый король · f1 белый слон | g8 чёрный король · b7 чёрная пешка · h7 чёрная пешка · a6 чёрный конь · b6 чёрная пешка · e6 чёрная пешка · f6 чёрная пешка · g6 чёрная пешка · a5 чёрный конь · d5 чёрная пешка · a4 белая пешка · d4 белая пешка · g4 белая пешка · a3 чёрный слон · b3 белая пешка · e3 белая пешка · f3 белая пешка · g3 белый слон · h2 белая пешка · c1 белый конь · d1 белый король · f1 белый слон | 7 |
| 6 | g8 чёрный король · b7 чёрная пешка · h7 чёрная пешка · a6 чёрный конь · b6 чёрная пешка · e6 чёрная пешка · f6 чёрная пешка · g6 чёрная пешка · a5 чёрный конь · d5 чёрная пешка · a4 белая пешка · d4 белая пешка · g4 белая пешка · a3 чёрный слон · b3 белая пешка · e3 белая пешка · f3 белая пешка · g3 белый слон · h2 белая пешка · c1 белый конь · d1 белый король · f1 белый слон | g8 чёрный король · b7 чёрная пешка · h7 чёрная пешка · a6 чёрный конь · b6 чёрная пешка · e6 чёрная пешка · f6 чёрная пешка · g6 чёрная пешка · a5 чёрный конь · d5 чёрная пешка · a4 белая пешка · d4 белая пешка · g4 белая пешка · a3 чёрный слон · b3 белая пешка · e3 белая пешка · f3 белая пешка · g3 белый слон · h2 белая пешка · c1 белый конь · d1 белый король · f1 белый слон | g8 чёрный король · b7 чёрная пешка · h7 чёрная пешка · a6 чёрный конь · b6 чёрная пешка · e6 чёрная пешка · f6 чёрная пешка · g6 чёрная пешка · a5 чёрный конь · d5 чёрная пешка · a4 белая пешка · d4 белая пешка · g4 белая пешка · a3 чёрный слон · b3 белая пешка · e3 белая пешка · f3 белая пешка · g3 белый слон · h2 белая пешка · c1 белый конь · d1 белый король · f1 белый слон | g8 чёрный король · b7 чёрная пешка · h7 чёрная пешка · a6 чёрный конь · b6 чёрная пешка · e6 чёрная пешка · f6 чёрная пешка · g6 чёрная пешка · a5 чёрный конь · d5 чёрная пешка · a4 белая пешка · d4 белая пешка · g4 белая пешка · a3 чёрный слон · b3 белая пешка · e3 белая пешка · f3 белая пешка · g3 белый слон · h2 белая пешка · c1 белый конь · d1 белый король · f1 белый слон | g8 чёрный король · b7 чёрная пешка · h7 чёрная пешка · a6 чёрный конь · b6 чёрная пешка · e6 чёрная пешка · f6 чёрная пешка · g6 чёрная пешка · a5 чёрный конь · d5 чёрная пешка · a4 белая пешка · d4 белая пешка · g4 белая пешка · a3 чёрный слон · b3 белая пешка · e3 белая пешка · f3 белая пешка · g3 белый слон · h2 белая пешка · c1 белый конь · d1 белый король · f1 белый слон | g8 чёрный король · b7 чёрная пешка · h7 чёрная пешка · a6 чёрный конь · b6 чёрная пешка · e6 чёрная пешка · f6 чёрная пешка · g6 чёрная пешка · a5 чёрный конь · d5 чёрная пешка · a4 белая пешка · d4 белая пешка · g4 белая пешка · a3 чёрный слон · b3 белая пешка · e3 белая пешка · f3 белая пешка · g3 белый слон · h2 белая пешка · c1 белый конь · d1 белый король · f1 белый слон | g8 чёрный король · b7 чёрная пешка · h7 чёрная пешка · a6 чёрный конь · b6 чёрная пешка · e6 чёрная пешка · f6 чёрная пешка · g6 чёрная пешка · a5 чёрный конь · d5 чёрная пешка · a4 белая пешка · d4 белая пешка · g4 белая пешка · a3 чёрный слон · b3 белая пешка · e3 белая пешка · f3 белая пешка · g3 белый слон · h2 белая пешка · c1 белый конь · d1 белый король · f1 белый слон | g8 чёрный король · b7 чёрная пешка · h7 чёрная пешка · a6 чёрный конь · b6 чёрная пешка · e6 чёрная пешка · f6 чёрная пешка · g6 чёрная пешка · a5 чёрный конь · d5 чёрная пешка · a4 белая пешка · d4 белая пешка · g4 белая пешка · a3 чёрный слон · b3 белая пешка · e3 белая пешка · f3 белая пешка · g3 белый слон · h2 белая пешка · c1 белый конь · d1 белый король · f1 белый слон | 6 |
| 5 | g8 чёрный король · b7 чёрная пешка · h7 чёрная пешка · a6 чёрный конь · b6 чёрная пешка · e6 чёрная пешка · f6 чёрная пешка · g6 чёрная пешка · a5 чёрный конь · d5 чёрная пешка · a4 белая пешка · d4 белая пешка · g4 белая пешка · a3 чёрный слон · b3 белая пешка · e3 белая пешка · f3 белая пешка · g3 белый слон · h2 белая пешка · c1 белый конь · d1 белый король · f1 белый слон | g8 чёрный король · b7 чёрная пешка · h7 чёрная пешка · a6 чёрный конь · b6 чёрная пешка · e6 чёрная пешка · f6 чёрная пешка · g6 чёрная пешка · a5 чёрный конь · d5 чёрная пешка · a4 белая пешка · d4 белая пешка · g4 белая пешка · a3 чёрный слон · b3 белая пешка · e3 белая пешка · f3 белая пешка · g3 белый слон · h2 белая пешка · c1 белый конь · d1 белый король · f1 белый слон | g8 чёрный король · b7 чёрная пешка · h7 чёрная пешка · a6 чёрный конь · b6 чёрная пешка · e6 чёрная пешка · f6 чёрная пешка · g6 чёрная пешка · a5 чёрный конь · d5 чёрная пешка · a4 белая пешка · d4 белая пешка · g4 белая пешка · a3 чёрный слон · b3 белая пешка · e3 белая пешка · f3 белая пешка · g3 белый слон · h2 белая пешка · c1 белый конь · d1 белый король · f1 белый слон | g8 чёрный король · b7 чёрная пешка · h7 чёрная пешка · a6 чёрный конь · b6 чёрная пешка · e6 чёрная пешка · f6 чёрная пешка · g6 чёрная пешка · a5 чёрный конь · d5 чёрная пешка · a4 белая пешка · d4 белая пешка · g4 белая пешка · a3 чёрный слон · b3 белая пешка · e3 белая пешка · f3 белая пешка · g3 белый слон · h2 белая пешка · c1 белый конь · d1 белый король · f1 белый слон | g8 чёрный король · b7 чёрная пешка · h7 чёрная пешка · a6 чёрный конь · b6 чёрная пешка · e6 чёрная пешка · f6 чёрная пешка · g6 чёрная пешка · a5 чёрный конь · d5 чёрная пешка · a4 белая пешка · d4 белая пешка · g4 белая пешка · a3 чёрный слон · b3 белая пешка · e3 белая пешка · f3 белая пешка · g3 белый слон · h2 белая пешка · c1 белый конь · d1 белый король · f1 белый слон | g8 чёрный король · b7 чёрная пешка · h7 чёрная пешка · a6 чёрный конь · b6 чёрная пешка · e6 чёрная пешка · f6 чёрная пешка · g6 чёрная пешка · a5 чёрный конь · d5 чёрная пешка · a4 белая пешка · d4 белая пешка · g4 белая пешка · a3 чёрный слон · b3 белая пешка · e3 белая пешка · f3 белая пешка · g3 белый слон · h2 белая пешка · c1 белый конь · d1 белый король · f1 белый слон | g8 чёрный король · b7 чёрная пешка · h7 чёрная пешка · a6 чёрный конь · b6 чёрная пешка · e6 чёрная пешка · f6 чёрная пешка · g6 чёрная пешка · a5 чёрный конь · d5 чёрная пешка · a4 белая пешка · d4 белая пешка · g4 белая пешка · a3 чёрный слон · b3 белая пешка · e3 белая пешка · f3 белая пешка · g3 белый слон · h2 белая пешка · c1 белый конь · d1 белый король · f1 белый слон | g8 чёрный король · b7 чёрная пешка · h7 чёрная пешка · a6 чёрный конь · b6 чёрная пешка · e6 чёрная пешка · f6 чёрная пешка · g6 чёрная пешка · a5 чёрный конь · d5 чёрная пешка · a4 белая пешка · d4 белая пешка · g4 белая пешка · a3 чёрный слон · b3 белая пешка · e3 белая пешка · f3 белая пешка · g3 белый слон · h2 белая пешка · c1 белый конь · d1 белый король · f1 белый слон | 5 |
| 4 | g8 чёрный король · b7 чёрная пешка · h7 чёрная пешка · a6 чёрный конь · b6 чёрная пешка · e6 чёрная пешка · f6 чёрная пешка · g6 чёрная пешка · a5 чёрный конь · d5 чёрная пешка · a4 белая пешка · d4 белая пешка · g4 белая пешка · a3 чёрный слон · b3 белая пешка · e3 белая пешка · f3 белая пешка · g3 белый слон · h2 белая пешка · c1 белый конь · d1 белый король · f1 белый слон | g8 чёрный король · b7 чёрная пешка · h7 чёрная пешка · a6 чёрный конь · b6 чёрная пешка · e6 чёрная пешка · f6 чёрная пешка · g6 чёрная пешка · a5 чёрный конь · d5 чёрная пешка · a4 белая пешка · d4 белая пешка · g4 белая пешка · a3 чёрный слон · b3 белая пешка · e3 белая пешка · f3 белая пешка · g3 белый слон · h2 белая пешка · c1 белый конь · d1 белый король · f1 белый слон | g8 чёрный король · b7 чёрная пешка · h7 чёрная пешка · a6 чёрный конь · b6 чёрная пешка · e6 чёрная пешка · f6 чёрная пешка · g6 чёрная пешка · a5 чёрный конь · d5 чёрная пешка · a4 белая пешка · d4 белая пешка · g4 белая пешка · a3 чёрный слон · b3 белая пешка · e3 белая пешка · f3 белая пешка · g3 белый слон · h2 белая пешка · c1 белый конь · d1 белый король · f1 белый слон | g8 чёрный король · b7 чёрная пешка · h7 чёрная пешка · a6 чёрный конь · b6 чёрная пешка · e6 чёрная пешка · f6 чёрная пешка · g6 чёрная пешка · a5 чёрный конь · d5 чёрная пешка · a4 белая пешка · d4 белая пешка · g4 белая пешка · a3 чёрный слон · b3 белая пешка · e3 белая пешка · f3 белая пешка · g3 белый слон · h2 белая пешка · c1 белый конь · d1 белый король · f1 белый слон | g8 чёрный король · b7 чёрная пешка · h7 чёрная пешка · a6 чёрный конь · b6 чёрная пешка · e6 чёрная пешка · f6 чёрная пешка · g6 чёрная пешка · a5 чёрный конь · d5 чёрная пешка · a4 белая пешка · d4 белая пешка · g4 белая пешка · a3 чёрный слон · b3 белая пешка · e3 белая пешка · f3 белая пешка · g3 белый слон · h2 белая пешка · c1 белый конь · d1 белый король · f1 белый слон | g8 чёрный король · b7 чёрная пешка · h7 чёрная пешка · a6 чёрный конь · b6 чёрная пешка · e6 чёрная пешка · f6 чёрная пешка · g6 чёрная пешка · a5 чёрный конь · d5 чёрная пешка · a4 белая пешка · d4 белая пешка · g4 белая пешка · a3 чёрный слон · b3 белая пешка · e3 белая пешка · f3 белая пешка · g3 белый слон · h2 белая пешка · c1 белый конь · d1 белый король · f1 белый слон | g8 чёрный король · b7 чёрная пешка · h7 чёрная пешка · a6 чёрный конь · b6 чёрная пешка · e6 чёрная пешка · f6 чёрная пешка · g6 чёрная пешка · a5 чёрный конь · d5 чёрная пешка · a4 белая пешка · d4 белая пешка · g4 белая пешка · a3 чёрный слон · b3 белая пешка · e3 белая пешка · f3 белая пешка · g3 белый слон · h2 белая пешка · c1 белый конь · d1 белый король · f1 белый слон | g8 чёрный король · b7 чёрная пешка · h7 чёрная пешка · a6 чёрный конь · b6 чёрная пешка · e6 чёрная пешка · f6 чёрная пешка · g6 чёрная пешка · a5 чёрный конь · d5 чёрная пешка · a4 белая пешка · d4 белая пешка · g4 белая пешка · a3 чёрный слон · b3 белая пешка · e3 белая пешка · f3 белая пешка · g3 белый слон · h2 белая пешка · c1 белый конь · d1 белый король · f1 белый слон | 4 |
| 3 | g8 чёрный король · b7 чёрная пешка · h7 чёрная пешка · a6 чёрный конь · b6 чёрная пешка · e6 чёрная пешка · f6 чёрная пешка · g6 чёрная пешка · a5 чёрный конь · d5 чёрная пешка · a4 белая пешка · d4 белая пешка · g4 белая пешка · a3 чёрный слон · b3 белая пешка · e3 белая пешка · f3 белая пешка · g3 белый слон · h2 белая пешка · c1 белый конь · d1 белый король · f1 белый слон | g8 чёрный король · b7 чёрная пешка · h7 чёрная пешка · a6 чёрный конь · b6 чёрная пешка · e6 чёрная пешка · f6 чёрная пешка · g6 чёрная пешка · a5 чёрный конь · d5 чёрная пешка · a4 белая пешка · d4 белая пешка · g4 белая пешка · a3 чёрный слон · b3 белая пешка · e3 белая пешка · f3 белая пешка · g3 белый слон · h2 белая пешка · c1 белый конь · d1 белый король · f1 белый слон | g8 чёрный король · b7 чёрная пешка · h7 чёрная пешка · a6 чёрный конь · b6 чёрная пешка · e6 чёрная пешка · f6 чёрная пешка · g6 чёрная пешка · a5 чёрный конь · d5 чёрная пешка · a4 белая пешка · d4 белая пешка · g4 белая пешка · a3 чёрный слон · b3 белая пешка · e3 белая пешка · f3 белая пешка · g3 белый слон · h2 белая пешка · c1 белый конь · d1 белый король · f1 белый слон | g8 чёрный король · b7 чёрная пешка · h7 чёрная пешка · a6 чёрный конь · b6 чёрная пешка · e6 чёрная пешка · f6 чёрная пешка · g6 чёрная пешка · a5 чёрный конь · d5 чёрная пешка · a4 белая пешка · d4 белая пешка · g4 белая пешка · a3 чёрный слон · b3 белая пешка · e3 белая пешка · f3 белая пешка · g3 белый слон · h2 белая пешка · c1 белый конь · d1 белый король · f1 белый слон | g8 чёрный король · b7 чёрная пешка · h7 чёрная пешка · a6 чёрный конь · b6 чёрная пешка · e6 чёрная пешка · f6 чёрная пешка · g6 чёрная пешка · a5 чёрный конь · d5 чёрная пешка · a4 белая пешка · d4 белая пешка · g4 белая пешка · a3 чёрный слон · b3 белая пешка · e3 белая пешка · f3 белая пешка · g3 белый слон · h2 белая пешка · c1 белый конь · d1 белый король · f1 белый слон | g8 чёрный король · b7 чёрная пешка · h7 чёрная пешка · a6 чёрный конь · b6 чёрная пешка · e6 чёрная пешка · f6 чёрная пешка · g6 чёрная пешка · a5 чёрный конь · d5 чёрная пешка · a4 белая пешка · d4 белая пешка · g4 белая пешка · a3 чёрный слон · b3 белая пешка · e3 белая пешка · f3 белая пешка · g3 белый слон · h2 белая пешка · c1 белый конь · d1 белый король · f1 белый слон | g8 чёрный король · b7 чёрная пешка · h7 чёрная пешка · a6 чёрный конь · b6 чёрная пешка · e6 чёрная пешка · f6 чёрная пешка · g6 чёрная пешка · a5 чёрный конь · d5 чёрная пешка · a4 белая пешка · d4 белая пешка · g4 белая пешка · a3 чёрный слон · b3 белая пешка · e3 белая пешка · f3 белая пешка · g3 белый слон · h2 белая пешка · c1 белый конь · d1 белый король · f1 белый слон | g8 чёрный король · b7 чёрная пешка · h7 чёрная пешка · a6 чёрный конь · b6 чёрная пешка · e6 чёрная пешка · f6 чёрная пешка · g6 чёрная пешка · a5 чёрный конь · d5 чёрная пешка · a4 белая пешка · d4 белая пешка · g4 белая пешка · a3 чёрный слон · b3 белая пешка · e3 белая пешка · f3 белая пешка · g3 белый слон · h2 белая пешка · c1 белый конь · d1 белый король · f1 белый слон | 3 |
| 2 | g8 чёрный король · b7 чёрная пешка · h7 чёрная пешка · a6 чёрный конь · b6 чёрная пешка · e6 чёрная пешка · f6 чёрная пешка · g6 чёрная пешка · a5 чёрный конь · d5 чёрная пешка · a4 белая пешка · d4 белая пешка · g4 белая пешка · a3 чёрный слон · b3 белая пешка · e3 белая пешка · f3 белая пешка · g3 белый слон · h2 белая пешка · c1 белый конь · d1 белый король · f1 белый слон | g8 чёрный король · b7 чёрная пешка · h7 чёрная пешка · a6 чёрный конь · b6 чёрная пешка · e6 чёрная пешка · f6 чёрная пешка · g6 чёрная пешка · a5 чёрный конь · d5 чёрная пешка · a4 белая пешка · d4 белая пешка · g4 белая пешка · a3 чёрный слон · b3 белая пешка · e3 белая пешка · f3 белая пешка · g3 белый слон · h2 белая пешка · c1 белый конь · d1 белый король · f1 белый слон | g8 чёрный король · b7 чёрная пешка · h7 чёрная пешка · a6 чёрный конь · b6 чёрная пешка · e6 чёрная пешка · f6 чёрная пешка · g6 чёрная пешка · a5 чёрный конь · d5 чёрная пешка · a4 белая пешка · d4 белая пешка · g4 белая пешка · a3 чёрный слон · b3 белая пешка · e3 белая пешка · f3 белая пешка · g3 белый слон · h2 белая пешка · c1 белый конь · d1 белый король · f1 белый слон | g8 чёрный король · b7 чёрная пешка · h7 чёрная пешка · a6 чёрный конь · b6 чёрная пешка · e6 чёрная пешка · f6 чёрная пешка · g6 чёрная пешка · a5 чёрный конь · d5 чёрная пешка · a4 белая пешка · d4 белая пешка · g4 белая пешка · a3 чёрный слон · b3 белая пешка · e3 белая пешка · f3 белая пешка · g3 белый слон · h2 белая пешка · c1 белый конь · d1 белый король · f1 белый слон | g8 чёрный король · b7 чёрная пешка · h7 чёрная пешка · a6 чёрный конь · b6 чёрная пешка · e6 чёрная пешка · f6 чёрная пешка · g6 чёрная пешка · a5 чёрный конь · d5 чёрная пешка · a4 белая пешка · d4 белая пешка · g4 белая пешка · a3 чёрный слон · b3 белая пешка · e3 белая пешка · f3 белая пешка · g3 белый слон · h2 белая пешка · c1 белый конь · d1 белый король · f1 белый слон | g8 чёрный король · b7 чёрная пешка · h7 чёрная пешка · a6 чёрный конь · b6 чёрная пешка · e6 чёрная пешка · f6 чёрная пешка · g6 чёрная пешка · a5 чёрный конь · d5 чёрная пешка · a4 белая пешка · d4 белая пешка · g4 белая пешка · a3 чёрный слон · b3 белая пешка · e3 белая пешка · f3 белая пешка · g3 белый слон · h2 белая пешка · c1 белый конь · d1 белый король · f1 белый слон | g8 чёрный король · b7 чёрная пешка · h7 чёрная пешка · a6 чёрный конь · b6 чёрная пешка · e6 чёрная пешка · f6 чёрная пешка · g6 чёрная пешка · a5 чёрный конь · d5 чёрная пешка · a4 белая пешка · d4 белая пешка · g4 белая пешка · a3 чёрный слон · b3 белая пешка · e3 белая пешка · f3 белая пешка · g3 белый слон · h2 белая пешка · c1 белый конь · d1 белый король · f1 белый слон | g8 чёрный король · b7 чёрная пешка · h7 чёрная пешка · a6 чёрный конь · b6 чёрная пешка · e6 чёрная пешка · f6 чёрная пешка · g6 чёрная пешка · a5 чёрный конь · d5 чёрная пешка · a4 белая пешка · d4 белая пешка · g4 белая пешка · a3 чёрный слон · b3 белая пешка · e3 белая пешка · f3 белая пешка · g3 белый слон · h2 белая пешка · c1 белый конь · d1 белый король · f1 белый слон | 2 |
| 1 | g8 чёрный король · b7 чёрная пешка · h7 чёрная пешка · a6 чёрный конь · b6 чёрная пешка · e6 чёрная пешка · f6 чёрная пешка · g6 чёрная пешка · a5 чёрный конь · d5 чёрная пешка · a4 белая пешка · d4 белая пешка · g4 белая пешка · a3 чёрный слон · b3 белая пешка · e3 белая пешка · f3 белая пешка · g3 белый слон · h2 белая пешка · c1 белый конь · d1 белый король · f1 белый слон | g8 чёрный король · b7 чёрная пешка · h7 чёрная пешка · a6 чёрный конь · b6 чёрная пешка · e6 чёрная пешка · f6 чёрная пешка · g6 чёрная пешка · a5 чёрный конь · d5 чёрная пешка · a4 белая пешка · d4 белая пешка · g4 белая пешка · a3 чёрный слон · b3 белая пешка · e3 белая пешка · f3 белая пешка · g3 белый слон · h2 белая пешка · c1 белый конь · d1 белый король · f1 белый слон | g8 чёрный король · b7 чёрная пешка · h7 чёрная пешка · a6 чёрный конь · b6 чёрная пешка · e6 чёрная пешка · f6 чёрная пешка · g6 чёрная пешка · a5 чёрный конь · d5 чёрная пешка · a4 белая пешка · d4 белая пешка · g4 белая пешка · a3 чёрный слон · b3 белая пешка · e3 белая пешка · f3 белая пешка · g3 белый слон · h2 белая пешка · c1 белый конь · d1 белый король · f1 белый слон | g8 чёрный король · b7 чёрная пешка · h7 чёрная пешка · a6 чёрный конь · b6 чёрная пешка · e6 чёрная пешка · f6 чёрная пешка · g6 чёрная пешка · a5 чёрный конь · d5 чёрная пешка · a4 белая пешка · d4 белая пешка · g4 белая пешка · a3 чёрный слон · b3 белая пешка · e3 белая пешка · f3 белая пешка · g3 белый слон · h2 белая пешка · c1 белый конь · d1 белый король · f1 белый слон | g8 чёрный король · b7 чёрная пешка · h7 чёрная пешка · a6 чёрный конь · b6 чёрная пешка · e6 чёрная пешка · f6 чёрная пешка · g6 чёрная пешка · a5 чёрный конь · d5 чёрная пешка · a4 белая пешка · d4 белая пешка · g4 белая пешка · a3 чёрный слон · b3 белая пешка · e3 белая пешка · f3 белая пешка · g3 белый слон · h2 белая пешка · c1 белый конь · d1 белый король · f1 белый слон | g8 чёрный король · b7 чёрная пешка · h7 чёрная пешка · a6 чёрный конь · b6 чёрная пешка · e6 чёрная пешка · f6 чёрная пешка · g6 чёрная пешка · a5 чёрный конь · d5 чёрная пешка · a4 белая пешка · d4 белая пешка · g4 белая пешка · a3 чёрный слон · b3 белая пешка · e3 белая пешка · f3 белая пешка · g3 белый слон · h2 белая пешка · c1 белый конь · d1 белый король · f1 белый слон | g8 чёрный король · b7 чёрная пешка · h7 чёрная пешка · a6 чёрный конь · b6 чёрная пешка · e6 чёрная пешка · f6 чёрная пешка · g6 чёрная пешка · a5 чёрный конь · d5 чёрная пешка · a4 белая пешка · d4 белая пешка · g4 белая пешка · a3 чёрный слон · b3 белая пешка · e3 белая пешка · f3 белая пешка · g3 белый слон · h2 белая пешка · c1 белый конь · d1 белый король · f1 белый слон | g8 чёрный король · b7 чёрная пешка · h7 чёрная пешка · a6 чёрный конь · b6 чёрная пешка · e6 чёрная пешка · f6 чёрная пешка · g6 чёрная пешка · a5 чёрный конь · d5 чёрная пешка · a4 белая пешка · d4 белая пешка · g4 белая пешка · a3 чёрный слон · b3 белая пешка · e3 белая пешка · f3 белая пешка · g3 белый слон · h2 белая пешка · c1 белый конь · d1 белый король · f1 белый слон | 1 |
|   | a | b | c | d | e | f | g | h |   |

1. d4 Кf6 2. c4 g6 3. g3 c6 4. Сg2 d5 5. cd cd 6. Кс3 Сg7 7. Кһ3 С:h3 8. С:h3 Кс6 9. Сg2 e6 10. e3 O-O 11. Сd2 Лс8 12. O-O Кd7 13. Ке2 Фb6 14. Сс3 Лfd8 15. Кf4 Кf6 16. Фb3 Ке4 17. Ф:b6 ab 18. Се1 Ка5 19. Кd3 Сf8 20. f3 Кd6 21. Сf2 Сһ6 22. Лас1 Кас4 23. Лfe1 Ка5 24. Крf1 Сg7 25. g4 Кс6 26. b3 Кb5 27. Кре2 Сf8 28. a4 Кс7 29. Сg3 Ка6 30. Сf1 f6 31. Леd1 Ка5 32. Л:c8 Л:c8 33. Лс1 Л:c1 34. К:c1 Са3 35. Крd1 (см. диаграмму)
35 …С:c1?! (выигрывает пешку, но в дальнейшей игре два слона белых доказывают своё превосходство) 36. Кр: c1 К:b3+ 37. Крс2 Ка5 38. Крс3 Крf7 39. e4 f5 40. gf gf 41. Сd3 Крg6 42. Сd6 Кс6 43. Сb1 Крf6 44. Сg3! fe 45. fe h6 46. Сf4 h5 47. ed ed 48. h4 Каb8 49. Сg5+ Крf7 50. Сf5 Ка7 51. Сf4 Кbc6 52. Сd3 Кс8 53. Се2 Крg6 54. Сd3+ Крf6 55. Се2 Крg6 56. Сf3 К6e7 57. Сg5, 1 : 0